# Sammy Conn
Sammy Conn (Lanark, 26 de octubre de 1961 - ibídem, 17 de agosto de 2014) fue un entrenador y jugador de fútbol que jugaba en la demarcación de centrocampista.

## Biografía
Debutó como futbolista en 1980 con el Falkirk FC, donde jugó durante dos años, quedando en novena posición en la Primera División de Escocia en ambos años. Posteriormente fichó por el Albion Rovers. Jugó con el equipo 146 partidos, y llegó a marcar 26 goles en los cuatro años que jugó con el club en la Segunda División de Escocia. Tras un breve paso por el Clydebank FC y de nuevo por el Falkirk FC, fue traspasado al Airdrieonians FC por cinco años. Ascendió desde la Primera División de Escocia a la Scottish Premier League. Aunque el éxito no duró mucho, puesto que en 1993 volvieron a descender. Tras un breve paso por el Albion Rovers, y luego por el Cowdenbeath FC, donde permaneció de jugador-entrenador la última temporada, se retiró de los terrenos de juego.
Falleció el 17 de agosto de 2014 a los 52 años de edad.

## Clubes

### Como futbolista
| Club             | País    | Año         | Partidos | Goles |
| ---------------- | ------- | ----------- | -------- | ----- |
| Falkirk FC       | Escocia | 1980 - 1982 | 26       | 3     |
| Albion Rovers    | Escocia | 1982 - 1986 | 146      | 26    |
| Clydebank FC     | Escocia | 1986 - 1987 | 19       | 1     |
| Falkirk FC       | Escocia | 1987 - 1988 | 36       | 2     |
| Airdrieonians FC | Escocia | 1988 - 1993 | 126      | 16    |
| Albion Rovers    | Escocia | 1993 - 1994 | 38       | 3     |
| Cowdenbeath FC   | Escocia | 1994 - 1997 | 65       | 7     |

### Como entrenador
| Club           | País    | Año         |
| -------------- | ------- | ----------- |
| Cowdenbeath FC | Escocia | 1996 - 1997 |